# Liste der Baudenkmale in Elsdorf (Niedersachsen)
In der Liste der Baudenkmale in Elsdorf sind alle Baudenkmale der niedersächsischen Gemeinde Elsdorf aufgelistet. Die Quelle der  Baudenkmale ist der Denkmalatlas Niedersachsen. Der Stand der Liste ist der 24. Oktober 2020.

## Allgemein
In den Spalten befinden sich folgende Informationen:
- Lage: die Adresse des Baudenkmales und die geographischen Koordinaten. Kartenansicht, um Koordinaten zu setzen. In der Kartenansicht sind Baudenkmale ohne Koordinaten mit einem roten Marker dargestellt und können in der Karte gesetzt werden. Baudenkmale ohne Bild sind mit einem blauen Marker gekennzeichnet, Baudenkmale mit Bild mit einem grünen Marker.
- Bezeichnung: Bezeichnung des Baudenkmales
- Beschreibung: die Beschreibung des Baudenkmales. Unter § 3 Abs. 2 NDSchG werden Einzeldenkmale und unter § 3 Abs. 3 NDSchG Gruppen baulicher Anlagen und deren Bestandteile ausgewiesen.
- ID: die Objekt-ID des Baudenkmales
- Bild: ein Bild des Baudenkmales, ggf. zusätzlich mit einem Link zu weiteren Fotos des Baudenkmals im Medienarchiv Wikimedia Commons. Wenn man auf das Kamerasymbol klickt, können Fotos zu Baudenkmalen aus dieser Liste hochgeladen werden:

## Elsdorf

### Gruppe: Kirche, Lange Straße
Die Gruppe „Kirche, Lange Straße“ hat die ID 31019096.

| Lage                                       | Bezeichnung    | Beschreibung | ID       | Bild           |
| ------------------------------------------ | -------------- | --- | -------- | -------------- |
| Lange Straße 30 53° 14′ 32″ N, 9° 21′ 9″ O | Kirche         | Früher Allerheiligenkapelle aus der Mitte des 11. Jahrhunderts; heutige Kirche von 1797 als Saalbau aus Feldsteinen, angebauter Westturm von 1955, Rechteckschor von 1965; Innen mit Balkendecke.                           | 31015699 | Weitere Bilder |
| Lange Straße 53° 14′ 32″ N, 9° 21′ 8″ O    | Kriegerdenkmal | Das Ehrenmal besteht aus der Stele mit Natursteinsockel und -aufsatz mit Helm für die Gefallenen der Jahre 1914 bis 1918 und einem Sandsteinkreuz mit im Boden liegenden Tafeln für die Gefallenen der Jahre 1939 bis 1945. | 31015680 | BW             |

### Einzelbaudenkmale
| Lage                                       | Bezeichnung              | Beschreibung                                                                                              | ID       | Bild |
| ------------------------------------------ | ------------------------ | --- | -------- | ---- |
| Schmaler Weg 1 53° 14′ 22″ N, 9° 21′ 12″ O | Wohn-/Wirtschaftsgebäude | Zweiständer-Hallenhaus von um 1800 in Fachwerk, mit reetgedecktem Krüppelwalmdach und Niedersachsengiebel | 31015734 |      |
| Mühlenstraße 53° 14′ 35″ N, 9° 21′ 23″ O   | Scheune                  | Um 1780 wurde die eingeschossige Fachwerkscheune mit Querdurchfahrt unter einem Walmdach errichtet.       | 38600596 | BW   |

## Hatzte

### Gruppe: Hofanlage Eschhorst 23
Die Gruppe „Hofanlage Eschhorst 23“ umfasst neben den Gebäuden einen alten Brunnen. Die Gruppe hat die ID 48562267

| Lage                                    | Bezeichnung              | Beschreibung | ID       | Bild |
| --------------------------------------- | ------------------------ | --- | -------- | ---- |
| Eschhorst 23 53° 14′ 1″ N, 9° 23′ 52″ O | Wohn-/Wirtschaftsgebäude | Das Zweiständer-Hallenhaus wurde um 1770 errichtet und im 19. Jahrhundert umgebaut. Im Inneren vieles erhalten. | 48303078 | BW   |
| Eschhorst 23 53° 14′ 0″ N, 9° 23′ 52″ O | Scheune                  | Die eingeschossige Fachwerkscheune wurde im 19. Jahrhundert unter einem reetgedeckten Walmdach errichtet.       | 48553060 | BW   |

### Einzelbaudenkmale
| Lage                                       | Bezeichnung              | Beschreibung | ID       | Bild |
| ------------------------------------------ | ------------------------ | --- | -------- | ---- |
| Neue Straße 12 53° 14′ 51″ N, 9° 23′ 50″ O | Wohn-/Wirtschaftsgebäude | Zweiständer-Hallenhaus von 1797 in gleichmäßigem Fachwerk und mit Satteldach                                                                                     | 31015754 |      |
| Peterstraße 4 53° 14′ 40″ N, 9° 23′ 23″ O  | Stall                    | Der eingeschossige Fachwerkstall wurde zu Beginn des 19. Jahrhunderts unter einem reetgedeckten Halbwalmdach für Schafe errichtet und 1868 hierher transloziert. | 31015774 | BW   |